# Jerzy Kulej
Jerzy Zdzisław Kulej, född 19 oktober 1940 i Częstochowa, död 13 juli 2012 i Warszawa, var en polsk boxare.
Kulej blev olympisk mästare i lätt weltervikt i boxning vid sommarspelen 1964 i Tokyo.